# Parafia Najświętszego Serca Pana Jezusa w Krośnie
Parafia Najświętszego Serca Pana Jezusa w Krośnie-Turaszówce – rzymskokatolicka parafia znajdująca się w dekanacie Krosno I, w archidiecezji przemyskiej.

## Historia
W 1973 roku wieś Turaszówka została włączono w skład miasta Krosna. W latach 1978–1980 zbudowano punkt katechetyczny z tymczasową kaplicą, które 18 maja 1980 roku poświęcił bp Ignacy Tokarczuk. 21 czerwca 1982 roku została erygowana parafia z wydzielonego terytorium parafii Krosno-Polanka.
W 1997 roku rozpoczęto budowę obecnego murowanego kościoła. 10 grudnia 2000 roku abp Józef Michalik dokonał konsekracji kościoła. 
Proboszczowie parafii:
1982–2010. ks. prał. Julian Bieleń.
2010– nadal ks. Tadeusz Żygłowicz.

## Terytorium parafii
Na terenie parafii jest 2482 wiernych, mieszkających przy ulicach: Bema, Długa, Jasna, Klonowa, Kochanowskiego, Konarskiego, Leśna, Aleja Jana Pawła II, Malinowa Góra, Odrzykońska, Reja, Sportowa, Rzeszowska, Wincentego Pola, Wyspiańskiego, Zawodzie (część).